# Антонио Корнацано
Антонио Корнацано (на италиански: Antonio Cornazzano; * ок. 1430 в Пиаченца – † 1484 във Ферара) е италиански танцов майстор и теоретик, хореограф, писател, поет. Ученик е на италианския танцов майстор Доменико да Пиаченца (* ок. 1420 – † ок. 1475).
Антонио следва право от 1443 до 1448 г. в университета в Сиена. От 1454 г. е в двора на Франческо Сфорца в Милано, където пише епоса Sforziade. На Иполита Мария Сфорца, дъщерята на Франческо Сфорца, той посвещава Libro sull'arte del danzatore (ок. 1455). Той пише също Sonetti e canzone и Vita della gloriosissima Vergine Maria за Света Богородица.
Антонио е и дипломатически пратеник на Франческо Сфорца. Той е изпратен във Франция, за да поздрави френския крал Луи XI за възкачването му на трона. След смъртта на Франческо Сфорца и съпругата му Бианка Мария Висконти той търси убежище във Венеция, където завършва De fide et vita Christi.
От 1468/1469 до 1475 г. Антонио Корнацано живее в Малпага (близо до Бергамо) в замъка на Бартоломео Колеони, за да напише неговата биография: Commentarium liber de vita et gestis invictissimi bello principis Bartholomeo Colei, per Antonium Cornazzanum ad clarissimam Bergomensem Republicam.
Малко след смъртта на Колеони той отива в двора на Ерколе д’Есте във Ферара. Там пише De Herculei filli ortu et de urbis Ferrariae periculo ac liberatione, De re militari. Във Ферара той пише на латински и италиански De excellentium virorum principus, посветено на Борсо д’Есте.

## Произведения
- Libro sull'arte del danzatore, ca. 1455 (Rom, Biblioteca Vaticana, Codice Capponiano no. 203)
The book of the art of dancing. Dance Books, London 1981, ISBN 0-903102-63-3
- Commentarium liber de vita et gestis invictissimi bello principis Bartholomeo Colei, per Antonium Cornazzanum ad clarissimam Bergomensem Republicam
- Anonym (Antonio Cornazzano): De laudibus Antonii Martinengii, ca. 1470/1474
- De Herculei filli ortu et de urbis Ferrariae periculo ac liberatione
- De re militari
- De excellentium virorum principus